# Тур Пекина
Тур Пекина (кит. трад. 环北京职业公路自行车赛; англ. Tour of Beijing) — шоссейная многодневная велогонка, проводившаяся с 2011 по 2014 года по дорогам столицы Китая в рамках Мирового тура UCI (категория 2.UWT). 

## История
Олимпиада в Пекине 2008 года дала толчок развитию в Китае непрофильных для этой страны видов спорта. В то же время организаторы UCI ПроТур взяли курс на расширение географии соревнований: в последние годы были организованы австралийская многодневка «Тур Даун Андер» и канадские однодневки «Гран-при Квебека» и «Гран-при Монреаля». В результате в ноябре 2010 года был подписан контракт между Международным союзом велосипедистов (UCI) и Спортивным комитетом Пекина, по которому в 2011–2014 годах в Китае должна была проводится новая многодневная велогонка «Тур Пекина». 
В марте 2011 года ассоциация велокоманд AIGCP пригрозила бойкотированием Тура Пекина, если UCI введёт запрет на радиосвязь в гонках. Летом стало известно, что UCI продлевает разрешение на радиосвязь как минимум на 2012 год, и команды приедут на гонку
Дебютная гонка состоялась на финише Мирового тура UCI 2011 5–9 октября 2011 года. Она состояла из пяти этапов, первый из которых был индивидуальной гонкой. Остальные этапы завершились групповыми спринтами, поэтому 9 из 10 лучших гонщиков разделки остались в первой десятке итогового зачёта. Победу одержал новоиспечённый чемпион мира в разделке Тони Мартин (Team HTC-High Road).
Остальные зачёты и майки копировали Тур де Франс: зелёная у лучшего спринтера, белая в красный горох у горняка и белая у лучшего молодого гонщика.
В сентябре 2014 года Международный союз велосипедистов объявил, что в Тур Пекина 2014 будет последним.

## Классификации
На гонке разыгрывались 4 индивидуальные классификации. Лидеры каждой из них отмечались специальными майками определенных цветов.
- Генеральная классификация
- Очковая классификация
- Горная классификация
- Молодёжная классификация

## Победители

### Генеральная классификация
| Год  | Победитель      | Второй            | Третий                |
| ---- | --------------- | ----------------- | --------------------- |
| 2011 | Тони Мартин     | Дэвид Миллар      | Крис Фрум             |
| 2012 | Тони Мартин     | Франческо Гавацци | Эдвальд Боассон Хаген |
| 2013 | Беньят Инчаусти | Дэниэл Мартин     | Давид Лопес Гарсия    |
| 2014 | Филипп Жильбер  | Дэниэл Мартин     | Эстебан Чавес         |

### Вторичные классификации
| Год  | Очковая               | Горная         | Молодёжная     | Командная           |
| ---- | --------------------- | -------------- | -------------- | ------------------- |
| 2011 | Денис Галимзянов      | Игор Антон     | Бенджамин Кинг | Sky Procycling      |
| 2012 | Эдвальд Боассон Хаген | Дэниэл Мартин  | Рафал Майка    | Liquigas-Cannondale |
| 2013 | Насер Буханни         | Дамиано Карузо | Ромен Барде    | Movistar Team       |
| 2014 | Тайлер Фаррар         | Михал Голась   | Эстебан Чавес  | Orica GreenEDGE     |